# MTV Video Music Award du meilleur nouvel artiste

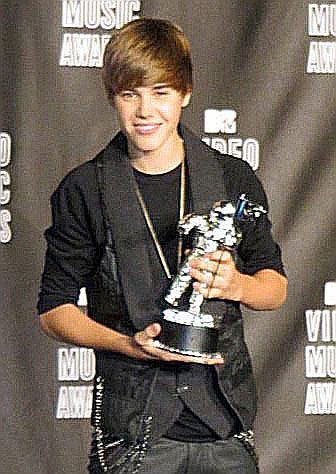
Justien Bieber, MTV Video Music Award du meilleur nouvel artiste en 2010.

Ce prix récompense la meilleure vidéo du nouvel artiste de l'année.
Voici la liste des gagnants dans cette catégorie aux MTV VMA's depuis 1984.
| Année | Artiste                 | Vidéo                           |
| ----- | ----------------------- | ------------------------------- |
| 1984  | Eurythmics              | Sweet Dreams (Are Made of This) |
| 1985  | 'Til Tuesday            | Voices Carry                    |
| 1986  | a-ha                    | Take on Me                      |
| 1987  | Crowded House           | Don't Dream It's Over           |
| 1988  | Guns N' Roses           | Welcome To The Jungle           |
| 1989  | Living Colour           | Cult Of Personality             |
| 1990  | Michael Penn            | No Myth                         |
| 1991  | Jesus Jones             | Right Here, Right Now           |
| 1992  | Nirvana                 | Smells Like Teen Spirit         |
| 1993  | Stone Temple Pilots     | Plush                           |
| 1994  | Counting Crows          | Mr. Jones                       |
| 1995  | Hootie and the Blowfish | Hold My Hand                    |
| 1996  | Alanis Morissette       | Ironic                          |
| 1997  | Fiona Apple             | Sleep to Dream                  |
| 1998  | Natalie Imbruglia       | Torn                            |
| 1999  | Eminem                  | My Name Is                      |
| 2000  | Macy Gray               | I Try                           |
| 2001  | Alicia Keys             | Fallin'                         |
| 2002  | Avril Lavigne           | Complicated                     |
| 2003  | 50 Cent                 | In Da Club                      |
| 2004  | Maroon 5                | This Love                       |
| 2005  | The Killers             | Mr. Brightside                  |
| 2006  | Avenged Sevenfold       | Bat Country                     |
| 2007  | Gym Class Heroes        | Cupid's Chokehold               |
| 2008  | Tokio Hotel             | Ready, Set, Go!                 |
| 2009  | Lady Gaga               | Poker Face                      |
| 2010  | Justin Bieber           | Baby                            |
| 2011  | Tyler The Creator       | Yonkers                         |
| 2012  | One Direction           | What Makes You Beautiful        |
| 2013  | Austin Mahone           | What About Love                 |
| 2014  | Fifth Harmony           | Miss Movin' On                  |
| 2015  | Fetty Wap               | Trap Queen                      |
| 2016  | DNCE                    | -                               |
| 2017  | Khalid                  | -                               |
| 2018  | Cardi B                 | -                               |
| 2019  | Billie Eilish           | -                               |
| 2020  | Doja Cat                | -                               |
| 2021  | Olivia Rodrigo          | -                               |